# Macriano
[Tito] Fúlvio Macriano (em latim: Titus Fulvius Macrianus), também chamado Macriano Maior (em latim: Macrianus Major), foi oficial e então usurpador romano contra o imperador Galiano (r. 253–268). Membro da ordem equestre, serviu como oficial financeiro sob o imperador Valeriano (r. 253–260), mas traiu o imperador durante sua campanha contra o xá Sapor I (r. 240–260). Após a Batalha de Edessa de 260, foi convidado a ser imperador, mas aclamou seus filhos Macriano Menor e Quieto em seu lugar com apoio de Balista. Fez uma expedição com Macriano Menor ao Ocidente contra Galiano, mas foram derrotados na Ilíria por Auréolo ou Domiciano. Foi morto por suas próprias tropas ou por soldados de Auréolo.

## Vida

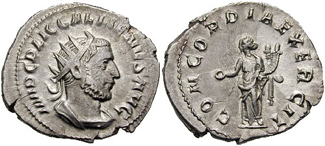
Antoniniano de Galiano r.

As origens de sua família são incertas. Era pai de Macriano Menor e Quieto e pode ter se casado com uma mulher de origem nobre, talvez chamada Júnia. Fez uma carreira militar equestre sob o imperador Valeriano (r. 253–260). Serviu como mestre das contas (a rationibus) no Egito e se diz que instigou a perseguição aos cristãos na província. Depois, acompanhou Valeriano na campanha contra o xá Sapor I (r. 240–270) como "procurador de arcas [tesouros] e prepósito da anona [provisão] na campanha persa". A História Augusta diz que era o mais importante dos duques do imperador, um exagero grosseiro ou uma afirmação totalmente falsa. Zósimo ainda lhe atribuiu em 259/260 uma vitoriosa expedição contra os invasores citas na Itália.
Em 260, quando Valeriano foi capturado na Batalha de Edessa pelos persas, Macriano estava em Samósata e se recusou a ajudar.  Diante da ameaça persa ainda iminente, o exército decidiu nomear seu novo imperador. Nesse momento, Galiano (r. 253–268), filho de Valeriano, já era imperador, mas se viu imediatamente imerso por grandes problemas no Ocidente. O prefeito pretoriano Balista ofereceu o trono a Macriano, mas declinou a oferta por ser idoso e considerar-se incapacitado para ocupar a posição por ser portador de alguma deformidade numa das pernas. Com o apoio de Balista, e com a influência intrínseca ao cargo que ocupava, conseguiu proclamar seus filhos Macriano e Quieto em 17 de outubro. Além disso, como chefe do tesouro, Macriano pôde cunhar moedas em nome dos filhos.
Em 261, Quieto e Balista ficaram no Oriente para consolidar sua autoridade, enquanto Macriano e Macriano Menor marcharam com o exército da Ásia à Europa para confrontar Galiano. No caminho, supostamente enviaram Pisão à Grécia para combater o governador lealista Valente.  Macriano e Macriano Menor foram derrotados na Ilíria, próximo à fronteira da Trácia, por Auréolo ou Domiciano, e foram mortos pelos soldados; noutra versão foram mortos por Auréolo. Segundo João Zonaras, Auréolo cercou o exército rival, com exceção das legiões panônias. Macriano pediu que ele e o filho fossem mortos para evitar o cárcere.